# Caerostris darwini
Caerostris darwini Kuntner & Agnarsson, 2010 è un ragno appartenente alla famiglia Araneidae.

## Etimologia
Il nome della specie è in onore del naturalista e geologo britannico Charles Darwin (1809-1882).

## Caratteristiche

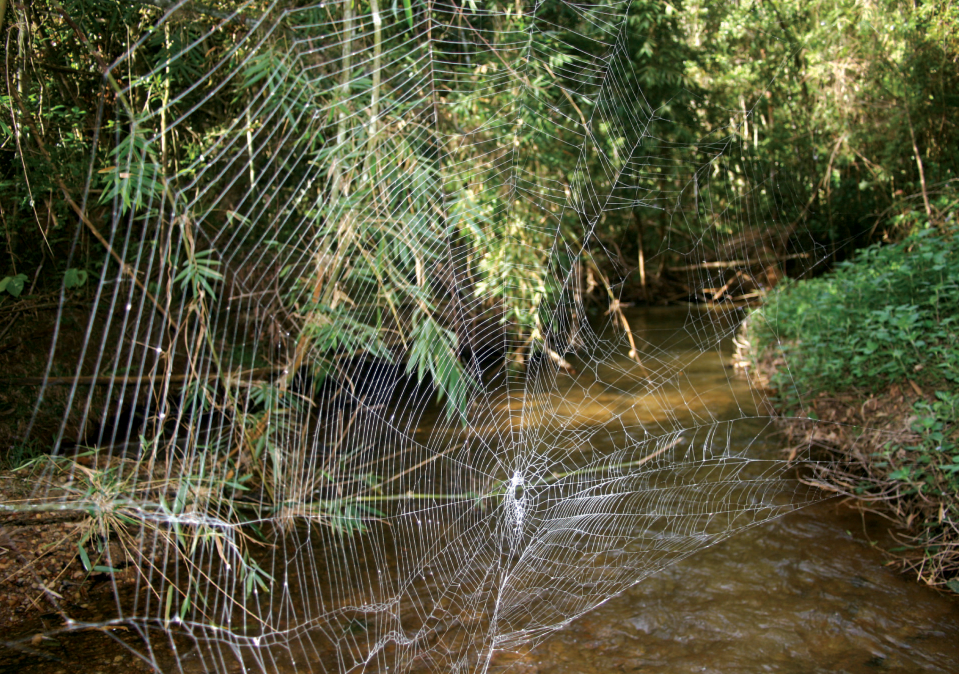
Un chiaro esempio della grandezza e della struttura elaborata di queste tele

Una particolarità di questa specie è il fatto che può tessere ragnatele talmente grandi da avere come punti d'appoggio due estremità distanti di un piccolo lago o di un fiume.
È stato in seguito scoperto che la sua ragnatela è tanto resistente da essere stata immediatamente classificata come tessuto biologico non artificiale più resistente del mondo (si stima che, a parità di spessore e lunghezza, un filo di tale ragnatela è dieci volte più resistente di un filo di Kevlar).
Matjaž Gregorič, un ricercatore della Slovenian Academy of Sciences and Arts, ha studiato i comportamenti sessuali di questa specie per diverso tempo, nell'Andasibe-Mantadia National Park (Madagascar). I maschi, molto più piccoli delle femmine, prima del rapporto sessuale, eseguono un particolare cerimoniale in cui bagnano con liquidi secreti dalla bocca l'area copulatoria delle femmine. Si è ipotizzato che potrebbe servire a comunicare alla femmina la qualità del maschio, oppure a diminuire l'efficacia dello sperma dei rivali.

### Dimensioni
Gli esemplari raccolti mostrano uno spiccato dimorfismo sessuale:
- Il paratipo femminile ha il cefalotorace lungo 6,2mm e largo 8,6mm; l'opistosoma lungo 12,8mm e largo 14,5mm. La lunghezza totale del primo paio di zampe è di 34,9mm[3].
- Il paratipo maschile ha il cefalotorace lungo 3,0mm e largo 3,1mm; l'opistosoma lungo 3,3mm e largo 4,3mm. La lunghezza totale del primo paio di zampe è di 15,0mm[3].

### Ragnatele
Le tele esaminate sono per la maggior parte ad orientamento verticale, solo alcune mostravano inclinazioni dalla verticale di 50, 70 o 80 gradi. Sono state misurate 18 tele singole di grandezza variabile fra i 31,5 ed i 105 centimetri e fili di collegamento in tensione fra due rive fra i 180 ed i 700 centimetri.

## Distribuzione
La specie è stata rinvenuta nel Madagascar meridionale: l'olotipo maschile ed i paratipi maschili e femminili sono stati rinvenuti in diversi punti lungo il fiume Namorona, nel territorio del Parco nazionale di Ranomafana, nella provincia di Fianarantsoa.

## Tassonomia
Al 2014 non sono note sottospecie e dal 2010 non sono stati esaminati nuovi esemplari.